# Sunkahetanka
Sunkahetanka — викопний рід підродини Hesperocyoninae ранніх псових. Жив в олігоцені Північної Америки 30.8–26.3 млн років. За формою він був проміжним між невеликим Cynodesmus і пізнішим Enhydrocyon, першим гіперм'ясоїдним, костедробильним псовим.